# 王垿
王垿（1857年—1933年12月），字爵生、又字觉生，号杏村、又号杏坊，晚号昌阳寄叟。山东莱阳人，书法家、清朝政治人物。

## 生平
王垿是光绪十五年（1889年）己丑科进士，同年五月，改翰林院庶吉士。光緒十六年四月，散館，授翰林院檢討，后升任詹事府，右春坊右赞善。1894年，他在大考翰詹时中第二名，故一年后转左春坊左赞善，后升右春坊中允、翰林院侍讲学士。1900年7月，八国联军进攻通州，王垿护驾西行至西安，升国子监祭酒。1901年冬慈禧太后返京后，王垿赏戴花翎。1903年，他授河南学政兼授翰林院学士，后升任内阁学士兼礼部侍郎，1907年署法部右侍郎兼实录馆副总裁，撰写《光绪实录》。他曾任袁世凯内阁弼德院顾问大臣。辛亥革命之后，1912年他想回家乡莱阳，但因天津兵变，及闻莱阳也有军队哗变，故转而定居青岛。1917年张勋复辟，他曾被任命为弼德院顾问大臣。1933年12月，他在青岛病逝，享年76岁。

## 著作
- 王隐居传
- 张太守允掄传
- 墨香斋诗文集

## 家庭
- 父：王兰升，同治十三年（1874年）甲戌科进士，后授翰林院编修
- 兄：王塾，光绪十六年（1890年）庚寅科进士，后授翰林院庶吉士